# Somatochlora elongata
Somatochlora elongata ist eine Libellenart aus der Familie der Falkenlibellen (Corduliidae), die zu den Großlibellen (Anisoptera) gehören. Die Art ist besonders in Kanada und im Nordosten der Vereinigten Staaten verbreitet. Sie fliegt zwischen Juni und September.

## Merkmale

### Bau der Imago
Die bräunliche Imago von Somatochlora elongata misst zwischen 52 und 62 Millimeter, wovon 41 bis 48 Millimeter auf den Hinterleib (Abdomen) entfallen, was innerhalb der Gattung relativ groß ist. Farblich ist das sehr schlanke Abdomen schwarz mit grünlichen Reflexionen. Das in der Gattung typische gelbe Muster beschränkt sich auf zwei ausgedehnte Flecken auf der unteren Hälfte der ersten drei Segmente. Diese sind zudem angeschwollen. Sowohl der Genitallappen der Männchen als auch die Oberseite der Cerci sind mit Härchen besetzt.
Der Teil des Brustkorbes (Thorax), an dem die Flügel ansetzen, der sogenannte Pterothorax ist seitlich grün und nach vorne hin bronzefarben. Seitlich befinden sich gelbe Streifen. Insgesamt ist der Pterothorax mit kleinen weißen Härchen besetzt. Die Hinterflügel messen 34 bis 38 Millimeter. Die Flügel sind bräunlich. Ebenso ist die Flügeladerung und das Flügelmal (Pterostigma) bräunlich.
Im Gesicht ist das Labrum leuchtend grünlich schwarz. Darüber befindet sich ein breites gelbliches Band, dass jedoch auf der Rückseite des Kopfes nicht geschlossen ist. Darüber ist der Kopf bronzefarben grünlich. Auf dem Labrum befinden sich zudem an der Basis zwei gelbe Punkte die teilweise auch zu einer Linie verschmolzen sind. Der Hinterkopf (Occiput) ist braun.

### Bau der Larve
Die 23,0 bis 23,4 Millimeter große Exuvie ist hellbraun und besitzt im Bereich zwischen den Segmenten schwarze Pünktchen. Die Hinterflügelscheide reicht bis zur Mitte des sechsten Segmentes. Das Abdomen ist 14,5 bis 15,0 Millimeter lang und auf Höhe des sechsten Segments – der breitesten Stelle – 8,0 bis 9,25 Millimeter breit. Dorsalhaken finden sich auf den Segmenten vier mit neun und seitliche Dornen finden sich auf dem achten und neunten Segment. Die hinteren Ränder der Segmente sind mit einem Saum Härchen besetzt.
Die Femora des hinteren Beinpaares messen acht Millimeter, die hinteren Tibia messen um die neun Millimeter.
Auf dem sechs Millimeter breiten Kopf laufen vom konkaven Occiput aus die Kopfseiten nach außen bis hinter die Augen. Sowohl das Occiput als auch die Seiten des Kopfes sind leicht behaart. Das Gelenk der Unterlippe (Labium) reicht bis zur Basis des Mesonotums. Auf dem ungefähr so langem wie breitem Mentum befinden sich neun Zähnchen, wobei die zwei apikalsten am engsten stehen. Zudem ist das Mentum mit elf bis zwölf Härchen besetzt, wobei die ersten acht enger stehen und länger sind, als die restlichen Härchen.

## Lebensweise
Vertreter der Art wurden entlang sonniger Flussläufe beobachtet, deren moorartige seichtere Stellen mit Gagelsträuchern (Myrica gale) und Spiersträuchern (Spiraea salicifolia) bewachsen sind. Die Männchen flogen dabei entlang der seichten Stellen in Höhen um die 50 Zentimeter auf und ab.